# チカマウガの戦い
チカマウガの戦い（チカマウガのたたかい、英:Battle of Chickamauga）は、南北戦争の西部戦線における、テネシー州中南部とジョージア州北西部で1863年9月18日から20日に行われた戦闘である。チカマウガ方面作戦と呼ばれる北軍攻勢の最後の戦闘だったが、北軍は西部戦線では最大の敗北を喫した。
対戦したのは北軍 ウィリアム・ローズクランズ 少将指揮するカンバーランド軍と南軍ブラクストン・ブラッグ将軍指揮するテネシー軍であり、戦闘名はチャタヌーガ中心部の北東約3.5マイル (5.6 km)でテネシー川に注ぐチカマウガ・クリークから採られた。

## チカマウガ方面作戦初期の動き
北軍ローズクランズは1863年夏のタラホーマ方面作戦ではテネシー州マーフリーズバラから南東に動いて、わずか560名の損失だけでブラッグ軍をテネシー州チャタヌーガまで追い遣ることに成功した。チャタヌーガを占領できればジョージア州アトランタやその先の南部中心を襲うためのドアが開かれるということだった。総司令官ヘンリー・ハレックはローズクランズに早く動いてチャタヌーガを取るようにせっついていた。エイブラハム・リンカーン大統領は「チャタヌーガを支配する者は戦争に勝利できる」と宣言した。チャタヌーガは南軍にとっても重要だった。その場所はルックアウト山、ミッショナリー・リッジ、ラクーン山およびストリンジャー・リッジに囲まれ戦略的重要さがあった。さらにチャタヌーガ鉄道中継点（北のナッシュビルやノックスビルに向かう線と南のアトランタに向かう線）であり、航行可能なテネシー川に沿っているので、金融、商業および製造（製鉄とコークス）の中心だった。
ローズクランズは数週間遅延したが、遂に8月16日に攻勢を再開し、南軍の南からの供給線を脅かすことでチャタヌーガから追い出そうと図った。その経路での大きな障害はテネシー川だった。ローズクランズはケイパートン・フェリーでの渡河をブラッグ軍から妨害されないように陽動作戦を工夫した。第二次チャタヌーガの戦いはその陽動作戦の一部だった。第14軍団のジョン・T・ワイルダー大佐がチャタヌーガ近くに1個旅団を移動させ、2週間に渡って市内を砲撃し、ブラッグに北軍が進軍する方向を分からないようにした。ローズクランズ軍は抵抗無しにテネシー川を渉った。そこで直面したジョージア州北西部の地形は厄介なものであり、ルックアウト山やミッショナリー・リッジと呼ばれる長く連なった岩だらけの山岳であり、そこの道路網はお粗末だった。
ブラッグと南軍の指導層はこの展開に神経質になっており、ブラッグ軍を補強する手筈を取った。ジョセフ・ジョンストン将軍は9月4日までにミシシッピ州からハイラム・T・ウォーカー少将の1個師団を派遣し、ロバート・E・リー将軍はバージニア州からジェイムズ・ロングストリート中将の1個軍団を派遣した。
ローズクランズ軍の3個軍団はその移動に適した3つしかない道を分かれて進んだ。右手は、アレクサンダー・マクック少将の第20軍団でアラバマ州バレーヘッドに向けて南西に進んだ。中央は、ジョージ・ヘンリー・トーマス少将の第14軍団で州境を越えたトレントンに進んだ。左手は、トマス・L・クリッテンデン少将の第21軍団でルックアウト山を回って直接チャタヌーガに進んだ。9月8日、ブラッグはローズクランズ軍が背後で川を渉ったことを知り、チャタヌーガを明け渡して、ジョージア州ラファイエットに向けてラファイエット道路を南に移動した。ブラッグはローズクランズ軍の配置に気付いており、その孤立した軍団を一つずつ叩くことで打ち破ろうと考えた。北軍の軍団は互いに40マイル (65 km)以上離れており、支援し合うには離れすぎていた。
ローズクランズはブラッグ軍の士気が落ちており、ダルトン、ロームあるいはアトランタまで逃亡すると考えていた。しかし、ブラッグ軍はチャタヌーガから20マイル (32 km)ほど南のラファイエットで宿営した。脱走兵の振りをした南軍兵は手間をかけてこの宿営所に戻った。ローズクランズはマクックにウィンストンズ・ギャップでルックアウト山を抜け、その騎兵隊を使ってレサカでブラッグ軍の鉄道供給線を破るよう命じた。クリッテンデンはチャタヌーガを占領し、続いて南に転じてブラッグ軍を追跡することとされた。トーマスはラファイエットに向けた進軍を続けた。9月10日、トーマス軍団のジェイムズ・ネグリー少将の先遣師団が南軍トマス・C・ヒンドマン少将師団と遭遇し、ピジョン山のダグ・ギャップで小競り合いが起こった。この小戦闘はデイビス交差点の戦いと呼ばれた。この遭遇後、ネグリーの北軍はルックアウト山のスティーブンズ・ギャップまで後退した。
ブラッグはクリッテンデン軍団を攻撃することに決め、9月13日早くにレオニダス・ポーク少将にポーク軍団とウォーカー軍団で、クリッテンデン軍団の先遣師団であるトマス・J・ウッド准将の師団を攻撃するよう命じた。クリッテンデン軍団は分散しているものと見ていた。しかし、ポークはクリッテンデン軍団が実際には集結しているのを認識し、攻撃しないことに決めてブラッグを激高させた。3日間のうちに2度までもブラッグはその部下にタイミング良く攻撃させることができず、ローズクランズ軍は遅ればせながらその戦力を集結させた。
9月17日までに北軍の3個軍団は互いに接近し、個別に撃破される怖れが減った。しかしブラッグはまだチャンスがあると思っていた。バージニア州からジェイムズ・ロングストリート中将の部隊とミシシッピ州からブッシュロッド・ジョンソン准将の部隊が到着して補強され、9月18日の朝にクリッテンデン軍団の左翼に出てチャタヌーガの補給基地から北軍3個軍団を遮断しようと決めた。

## 戦闘

### 9月18日
9月18日、ブラッグ軍はラファイエット道路を北に進軍し、クリッテンデンの第21軍団と交戦した。ブラッグ軍の騎兵隊と歩兵隊が北軍の騎兵隊およびロバー・ミンティ大佐とワイルダー大佐の騎乗歩兵隊（ワイルダー隊はスペンサー連発ライフルで武装していた）と戦った。ジョン・ベル・フッド、ウォーカーおよびサイモン・B・バックナーの部隊がこの圧力に対抗してウェストチカマウガ・クリークを渉り、クリークの直ぐ西で露営した。クリッテンデンの軍団は彼等の陣からは西に1マイル (1.6 km)の位置にいた。ブラッグ軍はある程度急襲できたが、それに強硬に付け込むことができなかった。ローズクランズは朝に行軍する南軍の上げる砂埃を観察し、ブラッグの作戦を予測した。トーマスとマクックにクリッテンデン軍団の支援を命じ、南軍がクリークを渉っている間に、トーマス軍団がクリッテンデン軍団の後方に到着し始めた。

### 9月19日
9月19日の朝、トーマスの4個師団はクリッテンデン陣の北に拡がった。しかし、ブラッグはトーマス軍団が到着したことを知らず、クリッテンデン軍団が北軍の左翼を占めていると考えていた。北軍の指揮官達は南軍の配置変更をやはり知らず、前夜に南軍がクリークを渉ったことも知らなかった。その朝早く、バックナーの軍団とベンジャミン・F・チーザム少将の師団がフッドとウォーカーの部隊に合流した。その朝の戦闘は、トーマスがその前面にいる敵はネイサン・ベッドフォード・フォレスト准将の騎兵隊に属する小さな部隊だけだと信じて攻撃したことで始まった。戦闘は拡大し、ブラッグとローズクランズがさらに部隊を投入したので一日中続いた。戦闘は片方が攻撃すれば他方が反撃するという形で行き来したが、時間の経過と共に南軍の勢力的優位が感じられ始め、北軍はラファイエット道路の方へ緩りと後退した。
その夜、ローズクランズはその部隊を再配置してより密集した防御戦を布き、ブラッグは9月20日に北軍の左翼を包み込むことをもう一度試みることで攻勢を再開する作戦を立てた。ブラッグはその軍隊を2つの翼に再編し、現存する指揮体系にではなくその時の部隊配置に基づいてポークとロングストリートに指揮させた。ブラッグはその日の戦闘の厳しさに気付いて居らず、ロングストリートがその夜に到着したとき「部隊は前線に着こうとする際にかなりの小競り合いを演じてきた」と語った。

### 9月20日
9月20日、南軍D・H・ヒル少将が午前7時半に北軍の右翼を攻撃すると想定された。しかし、ヒルの攻撃は2時間遅れ、後に命令を受けていなかったと主張したが、翼の指揮官から外されてむくれていたと考えられている。トーマス隊の兵士はケリー農園周辺の前線で静かな朝の時間を使って急ごしらえの胸壁を造って過ごしていた。その後間もなくヒル隊の攻撃が始まり、その一師団であるジョン・ブレッキンリッジ少将の師団がトーマス隊の左翼を攻撃し、その側面を衝いて一時はトーマス隊の後を取った。午前10時15分までに、予備隊として置かれていたネグリーの師団の一部が北に押しだし、その攻撃を撃退した。南軍の次の攻撃はパトリック・クリバーン少将によるものだったが、ケリー農園の胸壁からの銃火で止められた。ブラッグは北軍左翼への攻撃が失敗することを心配し、全線にわたる攻撃を命じ、側面攻撃から正面攻撃に戦術を変えた。午前11時、アレクサンダー・P・スチュアート少将とウォーカーによる攻撃が撃退された。
トーマスが援軍を要求し、ローズクランズはその側面に対する初期攻撃に対応して部隊を動かし始めた。午前11時頃、T・J・ウッド将軍は、トーマス隊の支援を命じられたジョン・ミルトン・ブラナン准将の師団との入れ替わりを命じられた。しかし、ブラナンはスチュアート隊に攻撃された後でこの命令に従わなかった。その命令は書き方がまずく、ウッドにはレイノルズ隊に接近して支援するように告げられていた。ウッド隊はレイノルズ隊に近づけなかったが、その兵士を支援できる陣地には移動させた。このために隙間が生じてしまい、ロングストリートの翼全軍が攻撃した時に、軍団長マクックがこれを埋めようとした。ロングストリート軍はこの隙間に付け込むことができ、北軍が動いたときにその側面を衝いた。ロングストリートは意図しなかったものではあったが急襲を成功させ、この戦争での賞賛に値する評判を勝ち取った。
隙間を空けられた北軍はローズクランズと共に撤退を始め、マクックとクリッテンデンの軍団がそれに続いた。午後1時までにトーマスは戦場に残された唯一の部隊となった。ローズクランズからは、チャタヌーガの方向にある数マイル北のロスビルまで撤退するように伝言を受けた。しかし、戦場の北のマカフィー教会付近にいた北軍予備軍団の指揮官ゴードン・グランジャー少将は、南の砲声を聞いて独自の判断でジェイムズ・スティードマン准将をトーマス隊の支援に送った。スティードマンは午後2時半頃に到着し、ロングストリートがトーマス隊の右翼を包み込もうとしているときに間に合った。午後4時頃、ロングストリートは最後の攻撃を試みたが強固な北軍の守備を破れなかった。同時にトーマスはチーザムからの左翼への再開された攻撃も撃退した。

## 戦闘の後

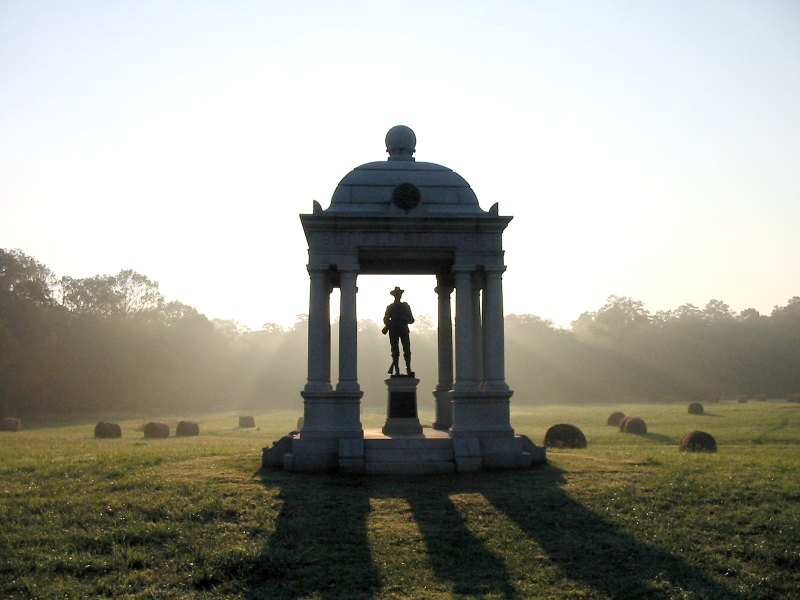
この戦いに参戦したフロリダ州兵士に捧げられた記念碑

トーマス隊はその夜ロスビルまで撤退した。その日の英雄的な守りで「チカマウガの岩」という渾名を貰った。その部隊が果敢に戦ったのは事実だが、その決断力が北軍を大惨事から救ったと認識されている。ブラッグは大きな損失を蒙っていたことと、兵站の問題もあったために、北軍の追撃ができなかった。
9月21日、ローズクランズ軍はチャタヌーガ市内に撤退し、南軍はそれを取り囲む高地を占領して北軍を包囲した。ローズクランズはこの包囲を破れず、10月19日にカンバーランド軍指揮官から外された。ブラッグ軍の包囲を破ったのはユリシーズ・グラント少将とウィリアム・シャーマン少将の救援軍であり、11月の第三次チャタヌーガの戦いだった。
南軍はその勝利で北軍の進行を止めたが、チカマウガの戦いは損失の大きいものだった。両軍で34,624名の損失が出たとされている（北軍16,170名、南軍18,454名）。